# Élections départementales de 2021 dans l'Eure
Les élections départementales dans l'Eure ont lieu les 20 et 27 juin 2021.

## Contexte départemental

### Assemblée départementale sortante
Avant les élections, le conseil départemental de l'Eure est présidé par Pascal Lehongre (LR). 
Il comprend 46 conseillers départementaux issus des 23 cantons de l'Eure. 
| Président du conseil départemental   |       |       |      |                                  |
| Pascal Lehongre (LR)                 |       |       |      |                                  |
| Parti                                | Sigle | Sigle | Élus | Groupes                          |
| Majorité (28 sièges)                 |       |       |      |                                  |
| Divers droite                        |       | DVD   | 11   | Ensemble pour l'Eure             |
| Les Républicains                     |       | LR    | 8    | Ensemble pour l'Eure             |
| Union des démocrates et indépendants |       | UDI   | 4    | Ensemble pour l'Eure             |
| La République en marche              |       | LREM  | 4    | Ensemble pour l'Eure             |
| Agir                                 |       | Agir  | 1    | Ensemble pour l'Eure             |
| Minorité (5 sièges)                  |       |       |      |                                  |
| La République en marche              |       | LREM  | 3    | L'Eure et ses territoires        |
| Divers droite                        |       | DVD   | 2    | L'Eure et ses territoires        |
| Opposition (13 sièges)               |       |       |      |                                  |
| Parti socialiste                     |       | PS    | 4    | Eure en action                   |
| Divers gauche                        |       | DVG   | 4    | Eure en action                   |
| La République en marche              |       | LREM  | 1    | Eure en action                   |
| Parti communiste français            |       | PCF   | 3    | Communiste écologiste et citoyen |
| Europe Écologie Les Verts            |       | EÉLV  | 1    | Communiste écologiste et citoyen |

## Système électoral
Les élections ont lieu au scrutin majoritaire binominal à deux tours. Le système est paritaire : les candidatures sont présentées sous la forme d'un binôme composé d'une femme et d'un homme avec leurs suppléants (une femme et un homme également).
Pour être élu au premier tour, un binôme doit obtenir la majorité absolue des suffrages exprimés et un nombre de suffrages au moins égal à 25 % des électeurs inscrits. Si aucun binôme n'est élu au premier tour, seuls peuvent se présenter au second tour les binômes qui ont obtenu un nombre de suffrages au moins égal à 12,5 % des électeurs inscrits, sans possibilité pour les binômes de fusionner. Est élu au second tour le binôme qui obtient le plus grand nombre de voix.

## Résultats à l'échelle du département

### Résultats par nuances
Les nuances utilisées par le ministère de l'Intérieur ne tiennent pas compte des alliances locales.
| Binômes                  | Binômes                              | Binômes                  | Premier tour | Premier tour | Premier tour | Second tour | Second tour | Second tour | Total | +/-           |  |
| Binômes                  | Binômes                              | Binômes                  | Voix         | %            | Sièges       | Voix        | %           | Sièges      | Total | +/-           |  |
| ------------------------ | ------------------------------------ | ------------------------ | ------------ | ------------ | ------------ | ----------- | ----------- | ----------- | ----- | ------------- |  |
|                          | Divers                               | DIV                      | 39 684       | 29,61        | 0            | 47 922      | 37,51       | 22          | 22    | 22            |  |
|                          | Rassemblement national               | RN                       | 34 479       | 25,72        | 0            | 22 013      | 17,23       | 0           | 0     | en stagnation |  |
|                          | Divers droite                        | DVD                      | 19 097       | 14,25        | 0            | 28 150      | 22,04       | 14          | 14    | 14            |  |
|                          | Divers gauche                        | DVG                      | 14 474       | 10,80        | 0            | 5 987       | 4,69        | 2           | 2     | 2             |  |
|                          | Union à gauche                       | UG                       | 10 780       | 8,04         | 0            | 9 407       | 7,36        | 0           | 0     | 10            |  |
|                          | Parti socialiste                     | SOC                      | 4 740        | 3,54         | 0            | 6 239       | 4,88        | 4           | 4     | Nv.           |  |
|                          | Parti communiste français            | COM                      | 3 364        | 2,51         | 0            | 3 286       | 2,57        | 2           | 2     | Nv.           |  |
|                          | Union au centre et à droite          | UCD                      | 3 356        | 2,50         | 0            | 2 709       | 2,12        | 2           | 2     | Nv.           |  |
|                          | Union à gauche avec des écologistes  | UGE                      | 1 606        | 1,20         | 0            | 2 029       | 1,59        | 0           | 0     | Nv.           |  |
|                          | Union des démocrates et indépendants | UDI                      | 1 122        | 0,84         | 0            |             |             |             | 0     | Nv.           |  |
|                          | Écologistes                          | ECO                      | 900          | 0,67         | 0            | 0           | Nv.         |             |       |               |  |
|                          | Extrême gauche                       | EXG                      | 219          | 0,16         | 0            | 0           | Nv.         |             |       |               |  |
|                          | La France insoumise                  | FI                       | 217          | 0,16         | 0            | 0           | Nv.         |             |       |               |  |
|                          |                                      |                          |              |              |              |             |             |             |       |               |  |
| Suffrages exprimés       | Suffrages exprimés                   | Suffrages exprimés       | 134 038      | 94,94        |              | 127 742     | 91,18       |             |       |               |  |
| Votes blancs             | Votes blancs                         | Votes blancs             | 4 866        | 3,45         | 9 128        | 6,52        |             |             |       |               |  |
| Votes nuls               | Votes nuls                           | Votes nuls               | 2 279        | 1,61         | 3 231        | 2,31        |             |             |       |               |  |
| Total                    | Total                                | Total                    | 141 183      | 100          | 0            | 140 101     | 100         | 46          | 46    | en stagnation |  |
| Abstentions              | Abstentions                          | Abstentions              | 286 449      | 66,98        |              | 287 537     | 67,24       |             |       |               |  |
| Inscrits / participation | Inscrits / participation             | Inscrits / participation | 427 632      | 33,02        | 427 638      | 32,76       |             |             |       |               |  |

### Assemblée départementale élue
| Président du conseil départemental   |       |       |      |                       |
| Sébastien Lecornu (LREM)             |       |       |      |                       |
| Parti                                | Sigle | Sigle | Élus | Groupes               |
| Majorité (39 sièges)                 |       |       |      |                       |
| Divers droite                        |       | DVD   | 21   | Ensemble pour l'Eure  |
| Les Républicains                     |       | LR    | 9    | Ensemble pour l'Eure  |
| La République en marche              |       | LREM  | 3    | Ensemble pour l'Eure  |
| Divers centre                        |       | DVC   | 3    | Ensemble pour l'Eure  |
| Union des démocrates et indépendants |       | UDI   | 1    | Ensemble pour l'Eure  |
| Mouvement démocrate                  |       | MoDem | 1    | Ensemble pour l'Eure  |
| Sans étiquette                       |       | SE    | 1    | Ensemble pour l'Eure  |
| Opposition (7 sièges)                |       |       |      |                       |
| Parti socialiste                     |       | PS    | 3    | L'Eure nous rassemble |
| Divers gauche                        |       | DVG   | 1    | L'Eure nous rassemble |
| Parti communiste français            |       | PCF   | 1    | L'avenir en partage   |
| Europe Écologie Les Verts            |       | EÉLV  | 1    | L'avenir en partage   |
| Divers gauche                        |       | DVG   | 1    | L'avenir en partage   |

### Élus par canton
La majorité sortante de droite (LR, DVD, LREM) se renforce en gagnant trois cantons supplémentaires : les cantons de Conches-en-Ouche, Gaillon, Saint-André-sur-l'Eure mais perd celui de Grand Bourgtheroulde. La gauche quant à elle voit ses élus passer de 13 à 8.
| Canton                    | Conseiller Sortant           | Parti | Parti | Conseiller élu            | Parti | Parti |
| ------------------------- | ---------------------------- | ----- | ----- | ------------------------- | ----- | ----- |
| Les Andelys               | Frédéric Duché               |       | DVD   | Frédéric Duché            |       | DVD   |
| Les Andelys               | Chantale Le Gall             |       | DVD   | Chantale Le Gall          |       | DVD   |
| Bernay                    | Jean-Hugues Bonamy           |       | UDI   | Nicolas Gravelle          |       | DVD   |
| Bernay                    | Valérie Branlot              |       | DVD   | Marie-Lyne Vagner         |       | DVD   |
| Beuzeville                | Jean-Pierre Flambard         |       | DVG   | Thomas Elexhauser         |       | UDI   |
| Beuzeville                | Micheline Paris              |       | DVD   | Micheline Paris           |       | DVD   |
| Bourg-Achard              | Benoît Gatinet               |       | UDI   | Sylvain Bonenfant         |       | DVD   |
| Bourg-Achard              | Marie Tamarelle-Verhaeghe    |       | LREM  | Marie Tamarelle-Verhaeghe |       | LREM  |
| Breteuil                  | Gérard Chéron                |       | LR    | Gérard Chéron             |       | LR    |
| Breteuil                  | Jocelyne de Tomasi           |       | UDI   | Jocelyne de Tomasi        |       | UDI   |
| Brionne                   | Marie-Christine Join-Lambert |       | LR    | Myriam Duteil             |       | DVD   |
| Brionne                   | Jean-Pierre Le Roux          |       | UDI   | Jean-Pierre Le Roux       |       | UDI   |
| Conches-en-Ouche          | Laurence Cléret              |       | DVG   | Claire Lacampagne         |       | LREM  |
| Conches-en-Ouche          | Alfred Recours               |       | LREM  | Marcel Sapowicz           |       | LREM  |
| Évreux-1                  | Stéphanie Auger              |       | LR    | Stéphanie Auger           |       | LR    |
| Évreux-1                  | Ludovic Bourrellier          |       | DVD   | Manuel Ordonez            |       | DVD   |
| Évreux-2                  | Clarisse Juin                |       | UDI   | Karène Beauvillard        |       | LR    |
| Évreux-2                  | Ollivier Lepinteur           |       | LREM  | Nicolas Gavard-Gongallud  |       | DVD   |
| Évreux-3                  | Xavier Hubert                |       | DVD   | Xavier Hubert             |       | DVD   |
| Évreux-3                  | Diane Leseigneur             |       | LR    | Diane Leseigneur          |       | LR    |
| Gaillon                   | Jean-Rémi Ermont             |       | DVG   | Christophe Chambon        |       | DVG   |
| Gaillon                   | Catherine Meulien            |       | PS    | Liliane Bourgeois         |       | DVD   |
| Gisors                    | Perrine Forzy                |       | UDI   | Angèle Delaplace          |       | DVD   |
| Gisors                    | Alexandre Rassaërt           |       | LR    | Alexandre Rassaërt        |       | LR    |
| Grand Bourgtheroulde      | Gaby Lefebvre                |       | LREM  | Nathalie Betton           |       | DVG   |
| Grand Bourgtheroulde      | Bruno Questel                |       | LREM  | Michaël Ono-dit-Biot      |       | PS    |
| Louviers                  | Daniel Jubert                |       | LR    | Daniel Jubert             |       | LR    |
| Louviers                  | Hafidha Ouadah               |       | LREM  | Anne Terlez               |       | Modem |
| Le Neubourg               | Jean-Paul Legendre           |       | LR    | Jean-Paul Legendre        |       | LR    |
| Le Neubourg               | Martine Saint-Laurent        |       | DVD   | Martine Saint-Laurent     |       | DVD   |
| Pacy-sur-Eure             | Cécile Caron                 |       | DVD   | Cécile Caron              |       | DVD   |
| Pacy-sur-Eure             | Pascal Lehongre              |       | LR    | Pascal Lehongre           |       | LR    |
| Pont-Audemer              | Francis Courel               |       | DVG   | Francis Courel            |       | DVG   |
| Pont-Audemer              | Marie-Claire Haki            |       | PS    | Florence Gautier          |       | DVG   |
| Pont-de-l'Arche           | Maryannick Deshayes          |       | EÉLV  | Maryannick Deshayes       |       | EÉLV  |
| Pont-de-l'Arche           | Gaëtan Levitre               |       | PCF   | Arnaud Levitre            |       | PCF   |
| Romilly-sur-Andelle       | Françoise Collemare          |       | LR    | Françoise Collemare       |       | LR    |
| Romilly-sur-Andelle       | Thierry Plouvier             |       | LR    | Thierry Plouvier          |       | LR    |
| Saint-André-de-l'Eure     | José Bridard                 |       | PCF   | Sylvain Boreggio          |       | LR    |
| Saint-André-de-l'Eure     | Andrée Oger                  |       | PCF   | Julie Desplat             |       | DVD   |
| Val-de-Reuil              | Jean-Jacques Coquelet        |       | PS    | Marc-Antoine Jamet        |       | PS    |
| Val-de-Reuil              | Janick Léger                 |       | PS    | Janick Léger              |       | PS    |
| Verneuil d'Avre et d'Iton | Colette Bonnard              |       | DVD   | Colette Bonnard           |       | DVD   |
| Verneuil d'Avre et d'Iton | Michel François              |       | LR    | Michel François           |       | LR    |
| Vernon                    | Catherine Delalande          |       | LR    | Catherine Delalande       |       | LR    |
| Vernon                    | Sébastien Lecornu            |       | LREM  | Sébastien Lecornu         |       | LREM  |

## Résultats par canton
Les binômes sont présentés par ordre décroissant des résultats au premier tour. En cas de victoire au second tour du binôme arrivé en deuxième place au premier, ses résultats sont indiqués en gras. 

### Canton des Andelys
| Candidats                | Candidats                | Partis                   | Nuance                   | Premier tour | Premier tour | Second tour | Second tour |
| Candidats                | Candidats                | Partis                   | Nuance                   | Voix         | %            | Voix        | %           |
| ------------------------ | ------------------------ | ------------------------ | ------------------------ | ------------ | ------------ | ----------- | ----------- |
|                          | Frédéric Duché,          | DVD                      | DVD                      | 3 559        | 51,07        | 4 587       | 69,35       |
|                          | Chantale Le Gall         | DVD                      | DVD                      | 3 559        | 51,07        | 4 587       | 69,35       |
|                          | Christophe Delacour      | RN                       | RN                       | 1 996        | 28,64        | 2 027       | 30,65       |
|                          | Géraldine Fougère        | RN                       | RN                       | 1 996        | 28,64        | 2 027       | 30,65       |
|                          | Sandrine Da Silva        | DVG                      | UG                       | 1 414        | 20,29        |             |             |
|                          | François Vauthrin        | PS                       | UG                       | 1 414        | 20,29        |             |             |
|                          |                          |                          |                          |              |              |             |             |
| Suffrages exprimés       | Suffrages exprimés       | Suffrages exprimés       | Suffrages exprimés       | 6 969        | 96,58        | 6 614       | 92,82       |
| Votes blancs             | Votes blancs             | Votes blancs             | Votes blancs             | 165          | 2,29         | 386         | 5,42        |
| Votes nuls               | Votes nuls               | Votes nuls               | Votes nuls               | 82           | 1,14         | 126         | 1,77        |
| Total                    | Total                    | Total                    | Total                    | 7 216        | 100          | 7 126       | 100         |
| Abstention               | Abstention               | Abstention               | Abstention               | 13 167       | 64,60        | 13 260      | 65,04       |
| Inscrits / participation | Inscrits / participation | Inscrits / participation | Inscrits / participation | 20 383       | 35,40        | 20 386      | 34,96       |

### Canton de Bernay
| Candidats                | Candidats                | Partis                   | Nuance                   | Premier tour | Premier tour | Second tour | Second tour |
| Candidats                | Candidats                | Partis                   | Nuance                   | Voix         | %            | Voix        | %           |
| ------------------------ | ------------------------ | ------------------------ | ------------------------ | ------------ | ------------ | ----------- | ----------- |
|                          | Nicolas Gravelle         | DVD                      | DIV                      | 1 787        | 29,22        | 3 197       | 54,91       |
|                          | Marie-Lyne Vagner        | DVD                      | DIV                      | 1 787        | 29,22        | 3 197       | 54,91       |
|                          | Édith Buffet-Leroy       | EÉLV                     | UG                       | 1 436        | 23,48        | 2 625       | 45,09       |
|                          | Frédéric Delamare        | PS                       | UG                       | 1 436        | 23,48        | 2 625       | 45,09       |
|                          | Josette Musset           | DVD                      | UCD                      | 1 332        | 21,78        |             |             |
|                          | Ulrich Schlumberger      | DVD                      | UCD                      | 1 332        | 21,78        |             |             |
|                          | Yolande Carpentier       | RN                       | RN                       | 1 212        | 19,82        |             |             |
|                          | Timothée Houssin         | RN                       | RN                       | 1 212        | 19,82        |             |             |
|                          | Dorine Le Pêcheur        | LFI                      | DVG                      | 348          | 5,69         |             |             |
|                          | Jean-Christophe Turpin   | LFI                      | DVG                      | 348          | 5,69         |             |             |
|                          |                          |                          |                          |              |              |             |             |
| Suffrages exprimés       | Suffrages exprimés       | Suffrages exprimés       | Suffrages exprimés       | 6 115        | 95,97        | 5 822       | 91,28       |
| Votes blancs             | Votes blancs             | Votes blancs             | Votes blancs             | 159          | 2,50         | 373         | 5,85        |
| Votes nuls               | Votes nuls               | Votes nuls               | Votes nuls               | 98           | 1,54         | 183         | 2,87        |
| Total                    | Total                    | Total                    | Total                    | 6 372        | 100          | 6 378       | 100         |
| Abstention               | Abstention               | Abstention               | Abstention               | 11 553       | 64,45        | 11 549      | 64,42       |
| Inscrits / participation | Inscrits / participation | Inscrits / participation | Inscrits / participation | 17 925       | 35,55        | 17 927      | 35,58       |

### Canton de Beuzeville
| Candidats                | Candidats                | Partis                   | Nuance                   | Premier tour | Premier tour | Second tour | Second tour |
| Candidats                | Candidats                | Partis                   | Nuance                   | Voix         | %            | Voix        | %           |
| ------------------------ | ------------------------ | ------------------------ | ------------------------ | ------------ | ------------ | ----------- | ----------- |
|                          | Thomas Elexhauser        | DVD                      | DVD                      | 3 266        | 43,00        | 5 030       | 68,12       |
|                          | Micheline Paris          | DVD                      | DVD                      | 3 266        | 43,00        | 5 030       | 68,12       |
|                          | Stéphanie Lemaître       | RN                       | RN                       | 1 980        | 26,07        | 2 354       | 31,88       |
|                          | Jean-Luc Thomas          | RN                       | RN                       | 1 980        | 26,07        | 2 354       | 31,88       |
|                          | Gilbert Larcher          | DVD                      | DIV                      | 1 227        | 16,16        |             |             |
|                          | Sylviane Lebrasseur      | DVD                      | DIV                      | 1 227        | 16,16        |             |             |
|                          | Véronique Carel          | DVC                      | UDI                      | 1 122        | 14,77        |             |             |
|                          | Daniel Guiraud           | DVC                      | UDI                      | 1 122        | 14,77        |             |             |
|                          |                          |                          |                          |              |              |             |             |
| Suffrages exprimés       | Suffrages exprimés       | Suffrages exprimés       | Suffrages exprimés       | 7 595        | 91,96        | 7 384       | 91,61       |
| Votes blancs             | Votes blancs             | Votes blancs             | Votes blancs             | 507          | 6,14         | 512         | 6,35        |
| Votes nuls               | Votes nuls               | Votes nuls               | Votes nuls               | 157          | 1,90         | 164         | 2,03        |
| Total                    | Total                    | Total                    | Total                    | 8 259        | 100          | 8 060       | 100         |
| Abstention               | Abstention               | Abstention               | Abstention               | 15 224       | 64,83        | 15 425      | 65,68       |
| Inscrits / participation | Inscrits / participation | Inscrits / participation | Inscrits / participation | 23 483       | 91,96        | 23 485      | 34,32       |

### Canton de Bourg-Achard
| Candidats                | Candidats                 | Partis                   | Nuance                   | Premier tour | Premier tour | Second tour | Second tour |
| Candidats                | Candidats                 | Partis                   | Nuance                   | Voix         | %            | Voix        | %           |
| ------------------------ | ------------------------- | ------------------------ | ------------------------ | ------------ | ------------ | ----------- | ----------- |
|                          | Sylvain Bonenfant         | DVC                      | DIV                      | 1 974        | 35,15        | 2 726       | 54,01       |
|                          | Marie Tamarelle-Verhaeghe | LREM                     | DIV                      | 1 974        | 35,15        | 2 726       | 54,01       |
|                          | Benoît Gatinet            | UDI                      | DVD                      | 1 572        | 27,99        | 2 321       | 45,99       |
|                          | Sandrine Menniti          | DVD                      | DVD                      | 1 572        | 27,99        | 2 321       | 45,99       |
|                          | Claudia Lepetit           | RN                       | RN                       | 1 416        | 25,21        |             |             |
|                          | Laurent Tauvel            | RN                       | RN                       | 1 416        | 25,21        |             |             |
|                          | Damien Le Bris            | LFI                      | DVG                      | 654          | 11,65        |             |             |
|                          | Nathalie Vernier          | PCF                      | DVG                      | 654          | 11,65        |             |             |
|                          |                           |                          |                          |              |              |             |             |
| Suffrages exprimés       | Suffrages exprimés        | Suffrages exprimés       | Suffrages exprimés       | 5 616        | 94,59        | 5 047       | 86,48       |
| Votes blancs             | Votes blancs              | Votes blancs             | Votes blancs             | 240          | 4,04         | 517         | 8,86        |
| Votes nuls               | Votes nuls                | Votes nuls               | Votes nuls               | 81           | 1,36         | 272         | 4,66        |
| Total                    | Total                     | Total                    | Total                    | 5 937        | 100          | 5 836       | 100         |
| Abstention               | Abstention                | Abstention               | Abstention               | 11 319       | 65,59        | 11 420      | 66,18       |
| Inscrits / participation | Inscrits / participation  | Inscrits / participation | Inscrits / participation | 17 256       | 34,41        | 17 256      | 33,82       |

### Canton de Breteuil
| Candidats                | Candidats                | Partis                   | Nuance                   | Premier tour | Premier tour | Second tour | Second tour |
| Candidats                | Candidats                | Partis                   | Nuance                   | Voix         | %            | Voix        | %           |
| ------------------------ | ------------------------ | ------------------------ | ------------------------ | ------------ | ------------ | ----------- | ----------- |
|                          | Gérard Chéron            | LR                       | DIV                      | 3 206        | 61,64        | 3 240       | 64,86       |
|                          | Jocelyne de Tomasi       | UDI                      | DIV                      | 3 206        | 61,64        | 3 240       | 64,86       |
|                          | Amaury Huet              | RN                       | RN                       | 1 995        | 38,36        | 1 755       | 35,14       |
|                          | Sandrine Le Berre        | RN                       | RN                       | 1 995        | 38,36        | 1 755       | 35,14       |
|                          |                          |                          |                          |              |              |             |             |
| Suffrages exprimés       | Suffrages exprimés       | Suffrages exprimés       | Suffrages exprimés       | 5 201        | 91,49        | 4 995       | 92,48       |
| Votes blancs             | Votes blancs             | Votes blancs             | Votes blancs             | 356          | 6,26         | 315         | 5,83        |
| Votes nuls               | Votes nuls               | Votes nuls               | Votes nuls               | 128          | 2,25         | 91          | 1,68        |
| Total                    | Total                    | Total                    | Total                    | 5 685        | 100          | 5 401       | 100         |
| Abstention               | Abstention               | Abstention               | Abstention               | 12 170       | 68,16        | 12 458      | 69,76       |
| Inscrits / participation | Inscrits / participation | Inscrits / participation | Inscrits / participation | 17 855       | 31,84        | 17 859      | 30,24       |

### Canton de Brionne
| Candidats                | Candidats                 | Partis                   | Nuance                   | Premier tour | Premier tour | Second tour | Second tour |
| Candidats                | Candidats                 | Partis                   | Nuance                   | Voix         | %            | Voix        | %           |
| ------------------------ | ------------------------- | ------------------------ | ------------------------ | ------------ | ------------ | ----------- | ----------- |
|                          | Myriam Duteil             | DVC                      | DIV                      | 2 531        | 40,95        | 3 405       | 58,27       |
|                          | Jean-Pierre Le Roux       | LREM                     | DIV                      | 2 531        | 40,95        | 3 405       | 58,27       |
|                          | Valéry Beuriot            | PCF                      | UG                       | 2 000        | 32,36        | 2 438       | 41,73       |
|                          | Hélène Chevanne           | DVG                      | UG                       | 2 000        | 32,36        | 2 438       | 41,73       |
|                          | Armelle Gestat de Garambé | RN                       | RN                       | 1 650        | 26,69        |             |             |
|                          | Justin Touzé              | RN                       | RN                       | 1 650        | 26,69        |             |             |
|                          |                           |                          |                          |              |              |             |             |
| Suffrages exprimés       | Suffrages exprimés        | Suffrages exprimés       | Suffrages exprimés       | 61,81        | 95,86        | 5 843       | 92,82       |
| Votes blancs             | Votes blancs              | Votes blancs             | Votes blancs             | 182          | 2,82         | 326         | 5,18        |
| Votes nuls               | Votes nuls                | Votes nuls               | Votes nuls               | 85           | 1,32         | 126         | 2,00        |
| Total                    | Total                     | Total                    | Total                    | 6 448        | 100          | 6 295       | 100         |
| Abstention               | Abstention                | Abstention               | Abstention               | 12 099       | 65,23        | 12 223      | 66,01       |
| Inscrits / participation | Inscrits / participation  | Inscrits / participation | Inscrits / participation | 18 547       | 34,77        | 18 518      | 33,99       |

### Canton de Conches-en-Ouche
| Candidats                | Candidats                | Partis                   | Nuance                   | Premier tour | Premier tour | Second tour | Second tour |
| Candidats                | Candidats                | Partis                   | Nuance                   | Voix         | %            | Voix        | %           |
| ------------------------ | ------------------------ | ------------------------ | ------------------------ | ------------ | ------------ | ----------- | ----------- |
|                          | Claire Lacampagne        | DVD                      | DIV                      | 2 154        | 42,05        | 3 530       | 67,42       |
|                          | Marcel Sapowicz          | DVD                      | DIV                      | 2 154        | 42,05        | 3 530       | 67,42       |
|                          | Bénédicte Bader          | RN                       | RN                       | 1 568        | 30,61        | 1 706       | 32,58       |
|                          | Emmanuel Camoin          | RN                       | RN                       | 1 568        | 30,61        | 1 706       | 32,58       |
|                          | Laurence Cléret          | DVG                      | UG                       | 1 401        | 27,35        |             |             |
|                          | Dominique Guillou        | DVG                      | UG                       | 1 401        | 27,35        |             |             |
|                          |                          |                          |                          |              |              |             |             |
| Suffrages exprimés       | Suffrages exprimés       | Suffrages exprimés       | Suffrages exprimés       | 5 132        | 93,85        | 5 236       | 93,03       |
| Votes blancs             | Votes blancs             | Votes blancs             | Votes blancs             | 232          | 4,25         | 257         | 4,57        |
| Votes nuls               | Votes nuls               | Votes nuls               | Votes nuls               | 104          | 1,91         | 135         | 2,40        |
| Total                    | Total                    | Total                    | Total                    | 5 459        | 100          | 5 628       | 100         |
| Abstention               | Abstention               | Abstention               | Abstention               | 10 447       | 65,68        | 10 280      | 64,62       |
| Inscrits / participation | Inscrits / participation | Inscrits / participation | Inscrits / participation | 15 906       | 34,32        | 15 908      | 35,38       |

### Canton d'Évreux-1
| Candidats                | Candidats                | Partis                   | Nuance                   | Premier tour | Premier tour | Second tour | Second tour |
| Candidats                | Candidats                | Partis                   | Nuance                   | Voix         | %            | Voix        | %           |
| ------------------------ | ------------------------ | ------------------------ | ------------------------ | ------------ | ------------ | ----------- | ----------- |
|                          | Stéphanie Auger          | LR                       | DVD                      | 2 068        | 43,53        | 3 047       | 100,00      |
|                          | Manuel Ordonez           | DVD                      | DVD                      | 2 068        | 43,53        | 3 047       | 100,00      |
|                          | Leila Kammoun            | PS                       | DVG                      | 1 710        | 35,99        | Retrait     | Retrait     |
|                          | Olivier Vermeulin        | EÉLV                     | DVG                      | 1 710        | 35,99        | Retrait     | Retrait     |
|                          | Bruno Hommet             | RN                       | RN                       | 973          | 20,48        |             |             |
|                          | Sandrine Tocque          | RN                       | RN                       | 973          | 20,48        |             |             |
|                          |                          |                          |                          |              |              |             |             |
| Suffrages exprimés       | Suffrages exprimés       | Suffrages exprimés       | Suffrages exprimés       | 4 751        | 95,75        | 3 047       | 65,71       |
| Votes blancs             | Votes blancs             | Votes blancs             | Votes blancs             | 136          | 2,74         | 1 348       | 29,07       |
| Votes nuls               | Votes nuls               | Votes nuls               | Votes nuls               | 75           | 1,51         | 242         | 5,22        |
| Total                    | Total                    | Total                    | Total                    | 4 962        | 100          | 4 637       | 100         |
| Abstention               | Abstention               | Abstention               | Abstention               | 9 853        | 66,51        | 10 179      | 68,70       |
| Inscrits / participation | Inscrits / participation | Inscrits / participation | Inscrits / participation | 14 815       | 33,49        | 14 816      | 31,30       |

### Canton d'Évreux-2
| Candidats                | Candidats                | Partis                   | Nuance                   | Premier tour | Premier tour | Second tour | Second tour |
| Candidats                | Candidats                | Partis                   | Nuance                   | Voix         | %            | Voix        | %           |
| ------------------------ | ------------------------ | ------------------------ | ------------------------ | ------------ | ------------ | ----------- | ----------- |
|                          | Karène Beauvillard       | LR                       | DIV                      | 2 090        | 41,00        | 3 025       | 59,85       |
| Nicolas Gavard-Gongallud |                          | DVD                      | DIV                      | 2 090        | 41,00        | 3 025       | 59,85       |
|                          | Thierry Auzoux-Lavallé   | EÉLV                     | UGE                      | 1 606        | 31,50        | 2 029       | 40,15       |
|                          | Jocelyne Duchesne        | PCF                      | UGE                      | 1 606        | 31,50        | 2 029       | 40,15       |
|                          | Vincent Berra            | RN                       | RN                       | 1 183        | 23,21        |             |             |
|                          | Julie Camoin             | RN                       | RN                       | 1 183        | 23,21        |             |             |
|                          | Marianne Buhot           | POID                     | EXG                      | 219          | 4,30         |             |             |
|                          | Laurent Criquet          | POID                     | EXG                      | 219          | 4,30         |             |             |
|                          |                          |                          |                          |              |              |             |             |
| Suffrages exprimés       | Suffrages exprimés       | Suffrages exprimés       | Suffrages exprimés       | 5 098        | 95,08        | 5 054       | 92,33       |
| Votes blancs             | Votes blancs             | Votes blancs             | Votes blancs             | 177          | 3,30         | 291         | 5,32        |
| Votes nuls               | Votes nuls               | Votes nuls               | Votes nuls               | 87           | 1,62         | 129         | 2,36        |
| Total                    | Total                    | Total                    | Total                    | 5 362        | 100          | 5 474       | 100         |
| Abstention               | Abstention               | Abstention               | Abstention               | 12 206       | 69,48        | 12 100      | 68,85       |
| Inscrits / participation | Inscrits / participation | Inscrits / participation | Inscrits / participation | 17 568       | 30,52        | 17 574      | 31,15       |

### Canton d'Évreux-3
| Candidats                | Candidats                | Partis                   | Nuance                   | Premier tour | Premier tour | Second tour | Second tour |
| Candidats                | Candidats                | Partis                   | Nuance                   | Voix         | %            | Voix        | %           |
| ------------------------ | ------------------------ | ------------------------ | ------------------------ | ------------ | ------------ | ----------- | ----------- |
|                          | Xavier Hubert            | DVD                      | DVD                      | 1 695        | 45,48        | 2 256       | 60,66       |
|                          | Diane Leseigneur         | LR                       | DVD                      | 1 695        | 45,48        | 2 256       | 60,66       |
|                          | Fernand Barral           | DVG                      | DVG                      | 1 136        | 30,48        | 1 463       | 39,34       |
|                          | Nathalie Lagouge         | DVG                      | DVG                      | 1 136        | 30,48        | 1 463       | 39,34       |
|                          | Christophe Leclerc       | RN                       | RN                       | 896          | 24,04        |             |             |
|                          | Sylvie Verbruggen        | RN                       | RN                       | 896          | 24,04        |             |             |
|                          |                          |                          |                          |              |              |             |             |
| Suffrages exprimés       | Suffrages exprimés       | Suffrages exprimés       | Suffrages exprimés       | 3 727        | 95,66        | 3 719       | 92,44       |
| Votes blancs             | Votes blancs             | Votes blancs             | Votes blancs             | 99           | 2,54         | 202         | 5,02        |
| Votes nuls               | Votes nuls               | Votes nuls               | Votes nuls               | 70           | 1,80         | 102         | 2,54        |
| Total                    | Total                    | Total                    | Total                    | 3 896        | 100          | 4 023       | 100         |
| Abstention               | Abstention               | Abstention               | Abstention               | 9 109        | 70,04        | 8 985       | 69,07       |
| Inscrits / participation | Inscrits / participation | Inscrits / participation | Inscrits / participation | 13 005       | 29,96        | 13 008      | 30,93       |

### Canton de Gaillon
| Candidats                | Candidats                | Partis                   | Nuance                   | Premier tour | Premier tour | Second tour | Second tour |
| Candidats                | Candidats                | Partis                   | Nuance                   | Voix         | %            | Voix        | %           |
| ------------------------ | ------------------------ | ------------------------ | ------------------------ | ------------ | ------------ | ----------- | ----------- |
|                          | Vincent Collo            | RN                       | RN                       | 2 142        | 34,06        | 2 424       | 39,44       |
|                          | Anna Videau              | RN                       | RN                       | 2 142        | 34,06        | 2 424       | 39,44       |
|                          | Liliane Bourgeois        | DVD                      | DIV                      | 2 093        | 33,28        | 2 722       | 60,56       |
|                          | Christophe Chambon       | DVC                      | DIV                      | 2 093        | 33,28        | 2 722       | 60,56       |
|                          | Sandrine Calvario        | DVG                      | DVG                      | 1 326        | 21,08        |             |             |
|                          | Thomas Rolland           | PS                       | DVG                      | 1 326        | 21,08        |             |             |
|                          | Delphine Dias            | DVG                      | DVG                      | 728          | 11,58        |             |             |
|                          | Bernard Le Dilavrec      | DVG                      | DVG                      | 728          | 11,58        |             |             |
|                          |                          |                          |                          |              |              |             |             |
| Suffrages exprimés       | Suffrages exprimés       | Suffrages exprimés       | Suffrages exprimés       | 6 289        | 95,27        | 6 146       | 92,50       |
| Votes blancs             | Votes blancs             | Votes blancs             | Votes blancs             | 213          | 3,23         | 351         | 5,28        |
| Votes nuls               | Votes nuls               | Votes nuls               | Votes nuls               | 99           | 1,50         | 147         | 2,21        |
| Total                    | Total                    | Total                    | Total                    | 6 601        | 100          | 6 644       | 100         |
| Abstention               | Abstention               | Abstention               | Abstention               | 14 198       | 68,26        | 14 130      | 68,02       |
| Inscrits / participation | Inscrits / participation | Inscrits / participation | Inscrits / participation | 20 799       | 31,74        | 20 774      | 31,98       |

### Canton de Gisors
| Candidats                | Candidats                | Partis                   | Nuance                   | Premier tour | Premier tour | Second tour | Second tour |
| Candidats                | Candidats                | Partis                   | Nuance                   | Voix         | %            | Voix        | %           |
| ------------------------ | ------------------------ | ------------------------ | ------------------------ | ------------ | ------------ | ----------- | ----------- |
|                          | Angèle Delaplace         | DVD                      | DIV                      | 3 600        | 51,48        | 4 622       | 67,14       |
|                          | Alexandre Rassaërt       | LR                       | DIV                      | 3 600        | 51,48        | 4 622       | 67,14       |
|                          | Anthony Auger            | DVG                      | UG                       | 1 793        | 25,64        | 2 262       | 32,86       |
|                          | Isabelle Fichet-Boyle    | DVG                      | UG                       | 1 793        | 25,64        | 2 262       | 32,86       |
|                          | Anthony Legrand          | RN                       | RN                       | 1 600        | 22,88        |             |             |
|                          | Roseline Molfenter       | RN                       | RN                       | 1 600        | 22,88        |             |             |
|                          |                          |                          |                          |              |              |             |             |
| Suffrages exprimés       | Suffrages exprimés       | Suffrages exprimés       | Suffrages exprimés       | 6 993        | 94,88        | 6 884       | 94,30       |
| Votes blancs             | Votes blancs             | Votes blancs             | Votes blancs             | 172          | 2,33         | 302         | 4,14        |
| Votes nuls               | Votes nuls               | Votes nuls               | Votes nuls               | 205          | 2,78         | 114         | 1,56        |
| Total                    | Total                    | Total                    | Total                    | 7 370        | 100          | 7 300       | 100         |
| Abstention               | Abstention               | Abstention               | Abstention               | 14 685       | 66,58        | 14 766      | 66,92       |
| Inscrits / participation | Inscrits / participation | Inscrits / participation | Inscrits / participation | 22 055       | 33,42        | 22 066      | 33,08       |

### Canton de Grand Bourgtheroulde
| Candidats                | Candidats                | Partis                   | Nuance                   | Premier tour | Premier tour | Second tour | Second tour |
| Candidats                | Candidats                | Partis                   | Nuance                   | Voix         | %            | Voix        | %           |
| ------------------------ | ------------------------ | ------------------------ | ------------------------ | ------------ | ------------ | ----------- | ----------- |
|                          | Véronique Henon          | DVC                      | DIV                      | 2 235        | 31,13        | 3 182       | 49,63       |
|                          | Bruno Questel            | LREM                     | DIV                      | 2 235        | 31,13        | 3 182       | 49,63       |
|                          | Nathalie Betton          | DVG                      | SOC                      | 2 021        | 28,15        | 3 230       | 50,37       |
|                          | Michaël Ono-dit-Biot     | PS                       | SOC                      | 2 021        | 28,15        | 3 230       | 50,37       |
|                          | Chantal Betsch           | RN                       | RN                       | 1 877        | 26,15        |             |             |
|                          | Wilfried Wendling        | RN                       | RN                       | 1 877        | 26,15        |             |             |
|                          | Hugues Bourgault         | DVD                      | DIV                      | 1 046        | 14,57        |             |             |
|                          | Patricia Fosse           | DVD                      | DIV                      | 1 046        | 14,57        |             |             |
|                          |                          |                          |                          |              |              |             |             |
| Suffrages exprimés       | Suffrages exprimés       | Suffrages exprimés       | Suffrages exprimés       | 7 179        | 94,75        | 6 412       | 85,95       |
| Votes blancs             | Votes blancs             | Votes blancs             | Votes blancs             | 297          | 3,92         | 757         | 10,15       |
| Votes nuls               | Votes nuls               | Votes nuls               | Votes nuls               | 101          | 1,33         | 291         | 3,90        |
| Total                    | Total                    | Total                    | Total                    | 7 577        | 100          | 7 460       | 100         |
| Abstention               | Abstention               | Abstention               | Abstention               | 14 256       | 65,30        | 14 371      | 65,83       |
| Inscrits / participation | Inscrits / participation | Inscrits / participation | Inscrits / participation | 21 833       | 34,70        | 21 831      | 34,17       |

### Canton de Louviers
| Candidats                | Candidats                | Partis                   | Nuance                   | Premier tour | Premier tour | Second tour | Second tour |
| Candidats                | Candidats                | Partis                   | Nuance                   | Voix         | %            | Voix        | %           |
| ------------------------ | ------------------------ | ------------------------ | ------------------------ | ------------ | ------------ | ----------- | ----------- |
|                          | Daniel Jubert            | LR                       | UCD                      | 2 024        | 42,72        | 2 709       | 56,54       |
|                          | Anne Terlez              | MoDem                    | UCD                      | 2 024        | 42,72        | 2 709       | 56,54       |
|                          | Philippe Brun            | DVG                      | UG                       | 1 683        | 35,52        | 2 082       | 43,46       |
|                          | Nolwenn Léostic          | EÉLV                     | UG                       | 1 683        | 35,52        | 2 082       | 43,46       |
|                          | Benoît Balsan            | RN                       | RN                       | 1 031        | 21,76        |             |             |
|                          | Sandra Philippe          | RN                       | RN                       | 1 031        | 21,76        |             |             |
|                          |                          |                          |                          |              |              |             |             |
| Suffrages exprimés       | Suffrages exprimés       | Suffrages exprimés       | Suffrages exprimés       | 4 738        | 96,62        | 4 791       | 93,59       |
| Votes blancs             | Votes blancs             | Votes blancs             | Votes blancs             | 110          | 2,24         | 223         | 4,36        |
| Votes nuls               | Votes nuls               | Votes nuls               | Votes nuls               | 56           | 1,14         | 105         | 2,05        |
| Total                    | Total                    | Total                    | Total                    | 4 904        | 100          | 5 119       | 100         |
| Abstention               | Abstention               | Abstention               | Abstention               | 11 316       | 69,77        | 11 118      | 68,47       |
| Inscrits / participation | Inscrits / participation | Inscrits / participation | Inscrits / participation | 16 220       | 30,23        | 16 237      | 31,53       |

### Canton du Neubourg
| Candidats                | Candidats                | Partis                   | Nuance                   | Premier tour | Premier tour | Second tour | Second tour |
| Candidats                | Candidats                | Partis                   | Nuance                   | Voix         | %            | Voix        | %           |
| ------------------------ | ------------------------ | ------------------------ | ------------------------ | ------------ | ------------ | ----------- | ----------- |
|                          | Jean-Paul Legendre       | DVD                      | DIV                      | 2 657        | 48,73        | 3 510       | 68,43       |
|                          | Martine Saint-Laurent    | DVD                      | DIV                      | 2 657        | 48,73        | 3 510       | 68,43       |
|                          | Mélanie Crosnier         | RN                       | RN                       | 1 425        | 26,13        | 1 619       | 31,57       |
|                          | Christophe Dupré         | RN                       | RN                       | 1 425        | 26,13        | 1 619       | 31,57       |
|                          | Laurance Bussière        | DVG                      | DVG                      | 1 371        | 25,14        |             |             |
|                          | Jean-Jacques Lebreton    | PS                       | DVG                      | 1 371        | 25,14        |             |             |
|                          |                          |                          |                          |              |              |             |             |
| Suffrages exprimés       | Suffrages exprimés       | Suffrages exprimés       | Suffrages exprimés       | 5 453        | 95,03        | 5 129       | 91,87       |
| Votes blancs             | Votes blancs             | Votes blancs             | Votes blancs             | 201          | 3,50         | 344         | 6,16        |
| Votes nuls               | Votes nuls               | Votes nuls               | Votes nuls               | 84           | 1,46         | 110         | 1,97        |
| Total                    | Total                    | Total                    | Total                    | 5 738        | 100          | 5 583       | 100         |
| Abstention               | Abstention               | Abstention               | Abstention               | 11 408       | 66,53        | 11 559      | 67,43       |
| Inscrits / participation | Inscrits / participation | Inscrits / participation | Inscrits / participation | 17 146       | 33,47        | 17 142      | 32,57       |

### Canton de Pacy-sur-Eure
| Candidats                | Candidats                | Partis                   | Nuance                   | Premier tour | Premier tour | Second tour | Second tour |
| Candidats                | Candidats                | Partis                   | Nuance                   | Voix         | %            | Voix        | %           |
| ------------------------ | ------------------------ | ------------------------ | ------------------------ | ------------ | ------------ | ----------- | ----------- |
|                          | Cécile Caron             | DVD                      | DIV                      | 4 660        | 61,45        | 5 548       | 76,86       |
|                          | Pascal Lehongre          | DVD                      | DIV                      | 4 660        | 61,45        | 5 548       | 76,86       |
|                          | Didier Horn              | RN                       | RN                       | 1 719        | 22,67        | 1 670       | 23,14       |
|                          | Alexandra Piel           | RN                       | RN                       | 1 719        | 22,67        | 1 670       | 23,14       |
|                          | Frédérique Mirotchnikoff | DVG                      | DVG                      | 1 205        | 15,89        |             |             |
|                          | Léon Stankovic           | DVG                      | DVG                      | 1 205        | 15,89        |             |             |
|                          |                          |                          |                          |              |              |             |             |
| Suffrages exprimés       | Suffrages exprimés       | Suffrages exprimés       | Suffrages exprimés       | 7 584        | 97,12        | 7 218       | 93,58       |
| Votes blancs             | Votes blancs             | Votes blancs             | Votes blancs             | 158          | 2,02         | 359         | 4,65        |
| Votes nuls               | Votes nuls               | Votes nuls               | Votes nuls               | 67           | 0,86         | 136         | 1,76        |
| Total                    | Total                    | Total                    | Total                    | 7 809        | 100          | 7 713       | 100         |
| Abstention               | Abstention               | Abstention               | Abstention               | 14 752       | 65,39        | 14 853      | 65,82       |
| Inscrits / participation | Inscrits / participation | Inscrits / participation | Inscrits / participation | 22 561       | 34,61        | 22 566      | 34,18       |

### Canton de Pont-Audemer
| Candidats                | Candidats                | Partis                   | Nuance                   | Premier tour | Premier tour | Second tour | Second tour |
| Candidats                | Candidats                | Partis                   | Nuance                   | Voix         | %            | Voix        | %           |
| ------------------------ | ------------------------ | ------------------------ | ------------------------ | ------------ | ------------ | ----------- | ----------- |
|                          | Francis Courel           | DVG                      | DVG                      | 3 495        | 55,64        | 4 524       | 71,68       |
|                          | Florence Gautier         | DVG                      | DVG                      | 3 495        | 55,64        | 4 524       | 71,68       |
|                          | Audrey Hanoy             | RN                       | RN                       | 1 733        | 27,59        | 1 787       | 28,32       |
|                          | Aurélien Ligny           | RN                       | RN                       | 1 733        | 27,59        | 1 787       | 28,32       |
|                          | Yves Léonard             | DVG                      | UG                       | 1 053        | 16,76        |             |             |
|                          | Sylvie Montier           | DVG                      | UG                       | 1 053        | 16,76        |             |             |
|                          |                          |                          |                          |              |              |             |             |
| Suffrages exprimés       | Suffrages exprimés       | Suffrages exprimés       | Suffrages exprimés       | 6 281        | 93,87        | 6 311       | 94,11       |
| Votes blancs             | Votes blancs             | Votes blancs             | Votes blancs             | 246          | 3,68         | 296         | 4,41        |
| Votes nuls               | Votes nuls               | Votes nuls               | Votes nuls               | 164          | 2,45         | 99          | 1,48        |
| Total                    | Total                    | Total                    | Total                    | 6 691        | 100          | 6 706       | 100         |
| Abstention               | Abstention               | Abstention               | Abstention               | 13 965       | 67,61        | 13 950      | 67,53       |
| Inscrits / participation | Inscrits / participation | Inscrits / participation | Inscrits / participation | 20 656       | 32,39        | 20 656      | 32,47       |

### Canton de Pont-de-l'Arche
| Candidats                | Candidats                | Partis                   | Nuance                   | Premier tour | Premier tour | Second tour | Second tour |
| Candidats                | Candidats                | Partis                   | Nuance                   | Voix         | %            | Voix        | %           |
| ------------------------ | ------------------------ | ------------------------ | ------------------------ | ------------ | ------------ | ----------- | ----------- |
|                          | Maryannik Deshayes       | EÉLV                     | COM                      | 2 471        | 40,74        | 3 286       | 54,50       |
|                          | Arnaud Levitre           | PCF                      | COM                      | 2 471        | 40,74        | 3 286       | 54,50       |
|                          | François Charlier        | DVD                      | DIV                      | 1 516        | 24,99        | 2 743       | 45,50       |
|                          | Marie-Joëlle Lenfant     | DVD                      | DIV                      | 1 516        | 24,99        | 2 743       | 45,50       |
|                          | William Bertrand         | RN                       | RN                       | 1 426        | 23,51        |             |             |
|                          | Claudine Forfait         | RN                       | RN                       | 1 426        | 23,51        |             |             |
|                          | Hervé Lour               | LR                       | DIV                      | 653          | 10,76        |             |             |
|                          | Chantale Picard          | LR                       | DIV                      | 653          | 10,76        |             |             |
|                          |                          |                          |                          |              |              |             |             |
| Suffrages exprimés       | Suffrages exprimés       | Suffrages exprimés       | Suffrages exprimés       | 6 066        | 96,39        | 6 029       | 92,74       |
| Votes blancs             | Votes blancs             | Votes blancs             | Votes blancs             | 161          | 2,56         | 350         | 5,38        |
| Votes nuls               | Votes nuls               | Votes nuls               | Votes nuls               | 66           | 1,05         | 122         | 1,88        |
| Total                    | Total                    | Total                    | Total                    | 6 293        | 100          | 6 501       | 100         |
| Abstention               | Abstention               | Abstention               | Abstention               | 11 634       | 64,90        | 11 431      | 63,75       |
| Inscrits / participation | Inscrits / participation | Inscrits / participation | Inscrits / participation | 17 927       | 35,10        | 17 392      | 36,25       |

### Canton de Romilly-sur-Andelle
| Candidats                | Candidats                | Partis                   | Nuance                   | Premier tour | Premier tour | Second tour | Second tour |
| Candidats                | Candidats                | Partis                   | Nuance                   | Voix         | %            | Voix        | %           |
| ------------------------ | ------------------------ | ------------------------ | ------------------------ | ------------ | ------------ | ----------- | ----------- |
|                          | Françoise Collemare      | DVD                      | DVD                      | 2 484        | 45,65        | 3 670       | 71,90       |
|                          | Thierry Plouvier         | DVD                      | DVD                      | 2 484        | 45,65        | 3 670       | 71,90       |
|                          | Daniel Courvoisier       | RN                       | RN                       | 1 316        | 24,19        | 1 434       | 28,10       |
|                          | Fabienne Delacour        | RN                       | RN                       | 1 316        | 24,19        | 1 434       | 28,10       |
|                          | Christian Cauchois       | DVG                      | DVG                      | 1 165        | 21,41        |             |             |
|                          | Valérie Lavigne          | DVG                      | DVG                      | 1 165        | 21,41        |             |             |
|                          | Michèle Lequilerier      | PCF                      | COM                      | 476          | 8,75         |             |             |
|                          | Joko Soposki             | PCF                      | COM                      | 476          | 8,75         |             |             |
|                          |                          |                          |                          |              |              |             |             |
| Suffrages exprimés       | Suffrages exprimés       | Suffrages exprimés       | Suffrages exprimés       | 5 441        | 96,00        | 5 104       | 93,16       |
| Votes blancs             | Votes blancs             | Votes blancs             | Votes blancs             | 143          | 2,52         | 292         | 5,33        |
| Votes nuls               | Votes nuls               | Votes nuls               | Votes nuls               | 84           | 1,48         | 83          | 1,51        |
| Total                    | Total                    | Total                    | Total                    | 5 668        | 100          | 5 479       | 100         |
| Abstention               | Abstention               | Abstention               | Abstention               | 10 968       | 65,93        | 11 154      | 67,06       |
| Inscrits / participation | Inscrits / participation | Inscrits / participation | Inscrits / participation | 16 636       | 34,07        | 16 633      | 32,94       |

### Canton de Saint-André-de-l'Eure
| Candidats                | Candidats                | Partis                   | Nuance                   | Premier tour | Premier tour | Second tour | Second tour |
| Candidats                | Candidats                | Partis                   | Nuance                   | Voix         | %            | Voix        | %           |
| ------------------------ | ------------------------ | ------------------------ | ------------------------ | ------------ | ------------ | ----------- | ----------- |
|                          | Michel Fluteau           | RN                       | RN                       | 1 950        | 31,75        | 2 392       | 40,48       |
|                          | Florence Franchet        | RN                       | RN                       | 1 950        | 31,75        | 2 392       | 40,48       |
|                          | Sylvain Boreggio         | LR                       | DVD                      | 1 437        | 23,40        | 3 517       | 59,52       |
|                          | Julie Desplat            | DVD                      | DVD                      | 1 437        | 23,40        | 3 517       | 59,52       |
|                          | Youssef Errammach        | MoDem                    | DIV                      | 1 418        | 23,09        |             |             |
|                          | Linda Rollet             | DVC                      | DIV                      | 1 418        | 23,09        |             |             |
|                          | Isabelle Bacon           | LFI                      | DVG                      | 1 336        | 21,76        |             |             |
|                          | José Bridard             | PCF                      | DVG                      | 1 336        | 21,76        |             |             |
|                          |                          |                          |                          |              |              |             |             |
| Suffrages exprimés       | Suffrages exprimés       | Suffrages exprimés       | Suffrages exprimés       | 6 141        | 95,28        | 5 909       | 92,39       |
| Votes blancs             | Votes blancs             | Votes blancs             | Votes blancs             | 197          | 3,06         | 354         | 5,53        |
| Votes nuls               | Votes nuls               | Votes nuls               | Votes nuls               | 107          | 1,66         | 133         | 2,08        |
| Total                    | Total                    | Total                    | Total                    | 6 445        | 100          | 6 396       | 100         |
| Abstention               | Abstention               | Abstention               | Abstention               | 15 812       | 71,04        | 15 861      | 71,26       |
| Inscrits / participation | Inscrits / participation | Inscrits / participation | Inscrits / participation | 22 257       | 28,96        | 22 257      | 28,74       |

### Canton de Val-de-Reuil
| Candidats                | Candidats                | Partis                   | Nuance                   | Premier tour | Premier tour | Second tour | Second tour |
| Candidats                | Candidats                | Partis                   | Nuance                   | Voix         | %            | Voix        | %           |
| ------------------------ | ------------------------ | ------------------------ | ------------------------ | ------------ | ------------ | ----------- | ----------- |
|                          | Marc-Antoine Jamet       | PS                       | SOC                      | 2 719        | 61,49        | 3 009       | 70,93       |
|                          | Janick Léger,            | PS                       | SOC                      | 2 719        | 61,49        | 3 009       | 70,93       |
|                          | Béatrice Boudet-Raton    | DVD                      | DIV                      | 894          | 20,22        | 1 233       | 29,07       |
|                          | Louis Speybrouck         | DVD                      | DIV                      | 894          | 20,22        | 1 233       | 29,07       |
|                          | Audrey Congé             | RN                       | RN                       | 592          | 13,39        |             |             |
|                          | Thierry William          | RN                       | RN                       | 592          | 13,39        |             |             |
|                          | Noëmie Gallet            | LFI                      | FI                       | 217          | 4,91         |             |             |
|                          | Frédéric Marco           | LFI                      | FI                       | 217          | 4,91         |             |             |
|                          |                          |                          |                          |              |              |             |             |
| Suffrages exprimés       | Suffrages exprimés       | Suffrages exprimés       | Suffrages exprimés       | 4 422        | 96,99        | 4 242       | 95,28       |
| Votes blancs             | Votes blancs             | Votes blancs             | Votes blancs             | 81           | 1,78         | 157         | 3,53        |
| Votes nuls               | Votes nuls               | Votes nuls               | Votes nuls               | 56           | 1,23         | 53          | 1,19        |
| Total                    | Total                    | Total                    | Total                    | 4 559        | 100          | 4 452       | 100         |
| Abstention               | Abstention               | Abstention               | Abstention               | 9 395        | 67,33        | 9 506       | 68,10       |
| Inscrits / participation | Inscrits / participation | Inscrits / participation | Inscrits / participation | 13 954       | 31,69        | 13 958      | 31,90       |

### Canton de Verneuil d'Avre et d'Iton
| Candidats                | Candidats                | Partis                   | Nuance                   | Premier tour | Premier tour | Second tour | Second tour |
| Candidats                | Candidats                | Partis                   | Nuance                   | Voix         | %            | Voix        | %           |
| ------------------------ | ------------------------ | ------------------------ | ------------------------ | ------------ | ------------ | ----------- | ----------- |
|                          | Colette Bonnard          | DVD                      | DVD                      | 3 016        | 54,83        | 3 722       | 66,70       |
|                          | Michel François          | LR                       | DVD                      | 3 016        | 54,83        | 3 722       | 66,70       |
|                          | Christine Loir           | RN                       | RN                       | 1 816        | 33,01        | 1 858       | 33,30       |
|                          | Érik Michiels            | RN                       | RN                       | 1 816        | 33,01        | 1 858       | 33,30       |
|                          | Isabelle Maximin         | DVD                      | DIV                      | 669          | 12,16        |             |             |
|                          | Nicolas Miguet           | DVD                      | DIV                      | 669          | 12,16        |             |             |
|                          |                          |                          |                          |              |              |             |             |
| Suffrages exprimés       | Suffrages exprimés       | Suffrages exprimés       | Suffrages exprimés       | 5 501        | 89,06        | 5 580       | 91,12       |
| Votes blancs             | Votes blancs             | Votes blancs             | Votes blancs             | 526          | 8,52         | 399         | 6,52        |
| Votes nuls               | Votes nuls               | Votes nuls               | Votes nuls               | 150          | 2,43         | 145         | 2,37        |
| Total                    | Total                    | Total                    | Total                    | 6 177        | 100          | 6 124       | 100         |
| Abstention               | Abstention               | Abstention               | Abstention               | 14 305       | 69,84        | 14 361      | 70,10       |
| Inscrits / participation | Inscrits / participation | Inscrits / participation | Inscrits / participation | 20 482       | 30,16        | 20 485      | 29,90       |

### Canton de Vernon
| Candidats                | Candidats                | Partis                   | Nuance                   | Premier tour | Premier tour | Second tour | Second tour |
| Candidats                | Candidats                | Partis                   | Nuance                   | Voix         | %            | Voix        | %           |
| ------------------------ | ------------------------ | ------------------------ | ------------------------ | ------------ | ------------ | ----------- | ----------- |
|                          | Catherine Delalande      | DVD                      | DIV                      | 3 274        | 58,74        | 4 239       | 81,11       |
|                          | Sébastien Lecornu        | LREM                     | DIV                      | 3 274        | 58,74        | 4 239       | 81,11       |
|                          | Pierre Duval             | RN                       | RN                       | 983          | 17,64        | 987         | 18,89       |
|                          | Manuela Gimenez          | RN                       | RN                       | 983          | 17,64        | 987         | 18,89       |
|                          | Pierre-Yves Jourdain     | EÉLV                     | ECO                      | 900          | 16,15        |             |             |
|                          | Bérénice Lipiec          | PS                       | ECO                      | 900          | 16,15        |             |             |
|                          | Sébastien Houry          | PCF                      | COM                      | 417          | 7,48         |             |             |
|                          | Ilknur Polat             | PCF                      | COM                      | 417          | 7,48         |             |             |
|                          |                          |                          |                          |              |              |             |             |
| Suffrages exprimés       | Suffrages exprimés       | Suffrages exprimés       | Suffrages exprimés       | 5 574        | 96,85        | 5 226       | 90,63       |
| Votes blancs             | Votes blancs             | Votes blancs             | Votes blancs             | 106          | 1,84         | 417         | 7,23        |
| Votes nuls               | Votes nuls               | Votes nuls               | Votes nuls               | 75           | 1,30         | 123         | 2,13        |
| Total                    | Total                    | Total                    | Total                    | 5 755        | 100          | 5 766       | 100         |
| Abstention               | Abstention               | Abstention               | Abstention               | 12 608       | 68,66        | 12 598      | 68,60       |
| Inscrits / participation | Inscrits / participation | Inscrits / participation | Inscrits / participation | 18 363       | 31,34        | 18 364      | 31,40       |